# 風雪を越えて
『風雪を越えて』（ふうせつをこえて）は、1982年（昭和57年）福井県で公開された日本のドキュメンタリー映画。
1981年（昭和56年）の置県百年記念事業として福井県が企画し民間の映画会社が製作にあたった。1982年（昭和57年）4月3日に一般公開。
従来型の官製による記録映画とは一線を画し映像美を追求した作りで、明治維新以降の福井県の歴史を追った内容となっている。ナレーターには同県出身の俳優である宇野重吉も参加し内容に重厚さを加えている。製作期間18ヶ月、制作費1,600万円、上映時間1時間、カラー作品。

## エピソード
- 撮影は35ミリのカラーフイルムを5万4,000フィート（10時間分）回しており、本編はその10分の1の映像に凝縮され公開。
- 同県出身の芥川賞小説家である津村節子所有の未公開フイルムも資料映像として本編に提供されている。